# Дунайская армия (Россия, Первая мировая война)
Дунайская армия — общевойсковое формирование (оперативное объединение) Русской императорской армии во время первой мировой войны.
Первоначально сформирована как Отдельная Дунайская армия.

## История
Вступление Румынии в Великую войну 14 (27) августа 1916 года не улучшило ситуацию для Антанты. Потеряв в боевых действиях 1916 года почти всю свою территорию и около 250 000 человек убитыми, ранеными и пленными, Румыния практически выбыла из войны. Для оказания помощи Румынии руководством России было принято решение о создании Отдельной Дунайской армии. В сентябре 1916 года начато формирование при штабе Одесского военного округа полевого управления армии по штатам отдельной армии, формирование армии завершилось 16 октября 1916 года. По другим сведениям, полевое управление образовано в октябре 1916 года из полевого управления 47-го армейского корпуса, личный состав и войска этого корпуса армия получила также от расформированной Добруджанской армии.
Первоначально именовалась Отдельная Дунайская армия и подчинялась непосредственно Ставке Верховного главнокомандующего. 21 ноября 1916 года армия был а передана в состав Юго-Западного фронта, и её управление было переформировано по штатам полевой армии.
Вела боевые действия в Добрудже и в низовьях Дуная против австро-венгеро-германо-болгарских войсковых групп генералов А. Макензена и Э. Фалькенгайна. Участвовала в Бухарестском сражении. 5 декабря 1916 года Дунайская армия была упразднена, её полевое управление было расформировано (частично обращено на формирование штаба Румынского фронта), а войска переданы 6-й армии.  

## Состав
- Полевое управление
  - Управления инспектора артиллерии
  - Управление начальника инженеров
  - Управление начальника военных сообщений
  - Управление начальника снабжений
- XLII отдельный армейский корпус
- 47-й армейский корпус
- 6-й кавалерийский корпус
- отдельные части

## Командующий
- 19 октября — 12 декабря 1916 года — генерал от кавалерии В. В. Сахаров